# Jaś Fasola (postać)
Jaś Fasola (oryg. Mr Bean) – postać fikcyjna, w którą wciela się Rowan Atkinson. Tytułowy bohater brytyjskiego serialu komediowego Jaś Fasola nadawanego w latach (1990–1995), serialu animowanego pod tym samym tytułem (2002–2004 oraz od 2015) oraz dwóch pełnometrażowych filmów fabularnych Jaś Fasola: Nadciąga totalny kataklizm (1997) oraz Wakacje Jasia Fasoli (2007).